# Йеллачич, Франц-Лука
Франц-Лука Йеллачич— российский штаб-лекарь хорватского происхождения, оператор (хирург) московского генерального госпиталя, известен по троекратной поездке в Китай (1744—1747 годы; 1754—1756; 1757—1764) и пополнению Кунсткамеры («Лекарем Елладичем из Пекина привезенныя всякия Китайския вещи и книги»).

## Биография
Хорват Йеллачич прибыл в Россию около 1740 года. В 1742 году определился лекарским учеником в Санкт-Петербургский Генеральный сухопутный госпиталь, через год произведён по экзамену в подлекаря, а в следующем году определён лекарем при отправлявшемся в Китай торговом караване и пробыл в этом путешествии до 1747 года.
В начале 1754 г. снова был снаряжен караван в Китай — под начальством А. М. Владыкина, и Йеллачич отправили сопровождать его в качестве лекаря. При этом от Петербургской академии наук ему было поручено привезти оттуда курьезные вещи и книги, а от медицинской канцелярии привезти из Пекина 1/4 фунта корня женьшеня и сведения об этом растении. Йеллачич добыл в Пекине 25 зёрен женьшеня, но их отнял у него начальник каравана Владыкин. Йеллачич доставил выписки из французских и португальских иезуитских описаний этого корня, напечатанных, впрочем, в актах Парижской академии наук еще в 1718 году. Из этой поездки Йеллачич возвратился в 1756 г. и поступил на службу в должность оператора (хирурга) при Московском генеральном госпитале.
В 1757 году Сибирский приказ опять снарядил караван в Китай, и Йеллачич снова был назначен сопровождающим; возвратился только в 1764 году, после чего был переведён оператором в Петербургский генеральный сухопутный госпиталь. Показал себя плохим оператором и стал искать места при «бабичьем деле» (городового акушера) в Москве, но был уличён в намерении обмануть медицинскую коллегию выдачей перед ней чужого сочинения за своё, за что был отправлен в отставку без пенсии (1766 год). Десять лет спустя ему удалось как-то оправдаться и по Высочайшему повелению, в 1776 году, ему была назначена пенсия по 600 рублей в год вплоть до смерти.